# Gregoria
Gregoria (mittelgriechisch Γρηγόρια; * um 612; † nach 650) war die Ehefrau des byzantinischen Kaisers Konstantin III. und Mutter Konstans’ II.

## Leben
Gregoria war die Tochter von Niketas, einem Vetter und Feldherrn des Kaisers Herakleios. Aufgewachsen im Exarchat von Karthago, wurde sie um 629/630 in Konstantinopel mit Herakleios’ 17-jährigem Sohn und Mitkaiser Konstantin verheiratet. Das Paar hatte mindestens zwei Söhne, Herakleios (der spätere Konstans II.) und Theodosius, der von seinem Bruder 660 hingerichtet wurde. Außerdem wird ihnen eine Tochter Maria (Manyanh) zugeschrieben, die spätere Ehefrau des letzten Sassanidenherrschers Yazdegerd III. (632–651)
Kaiser Herakleios starb am 11. Februar 641. Konstantin III. und Gregoria traten die Nachfolge an, mussten die Herrschaft aber mit Heraklonas und dessen allgemein verhasster Mutter Martina teilen. Konstantin starb nur drei Monate später an Tuberkulose, Heraklonas und Martina wurden Ende September gestürzt. Zurück blieb der elfjährige Konstans als Alleinherrscher.
Gregorias politische Rolle unter der Herrschaft Konstans’ II. wird in den byzantinischen Quellen nicht erwähnt. Jedoch ist sehr wahrscheinlich, dass sie für ihren minderjährigen Sohn bis etwa 650 die Regentschaft geführt hat, dabei gestützt von einem Senatorenkollegium unter Führung des Patriarchen Paulos II., jedoch zeitweilig in den Jahren 642 und 643 verdrängt vom ehrgeizigen Feldherrn Valentinos. Möglicherweise war es das abschreckende Beispiel Martinas, das es Gregoria als ratsam erscheinen ließ, in den Regierungsgeschäften nicht allzu offen in Erscheinung zu treten.